# Europees kampioenschap voetbal onder 16 - 1985 (kwalificatie)
Het kwalificatietoernooi voor het Europees kampioenschap voetbal onder 16 voor mannen was een toernooi dat duurde van 25 september 1984 en 3 april 1985. Dit toernooi zou bepalen welke 15 landen zich kwalificeerden voor het Europees kampioenschap voetbal mannen onder 16 van 1985. 
Hongarije hoefde niet aan dit toernooi mee te doen, omdat dit land als gastland direct gekwalificeerd is voor het hoofdtoernooi.

## Gekwalificeerde landen
| Land                           | Gekwalificeerd als           | Aantal deelnames |
| ------------------------------ | ---------------------------- | ---------------- |
| Hongarije                      | Gastland                     | Debuut           |
| Schotland                      | Winnaar kwalificatiegroep 1  | Debuut           |
| IJsland                        | Winnaar kwalificatiegroep 2  | Debuut           |
| Noorwegen                      | Winnaar kwalificatiegroep 3  | Debuut           |
| Duitse Democratische Republiek | Winnaar kwalificatiegroep 4  | Debuut           |
| West-Duitsland                 | Winnaar kwalificatiegroep 5  | 3e               |
| Zweden                         | Tweede kwalificatiegroep 5   | Debuut           |
| Sovjet-Unie                    | Winnaar kwalificatiegroep 6  | 2e               |
| Spanje                         | Winnaar kwalificatiegroep 7  | Debuut           |
| Italië                         | Winnaar kwalificatiegroep 8  | 2e               |
| Portugal                       | Tweede kwalificatiegroep 8   | Debuut           |
| Frankrijk                      | Winnaar kwalificatiegroep 9  | Debuut           |
| Nederland                      | Tweede kwalificatiegroep 9   | Debuut           |
| Griekenland                    | Winnaar kwalificatiegroep 10 | Debuut           |
| Bulgarije                      | Winnaar kwalificatiegroep 11 | Debuut           |
| Joegoslavië                    | Winnaar kwalificatiegroep 12 | 3e               |

## Kwalificatieronde

### Groep 1
De wedstrijden werden gespeeld tussen 10 en 24 oktober 1984.
| Pos | Team      | Wed | W | G | V | Ptn | DV | DT | +/− | Kwalificatie                      |  | SCO | FIN |
| --- | --------- | --- | - | - | - | --- | -- | -- | --- | --------------------------------- |  | --- | --- |
| 1   | Schotland | 2   | 1 | 0 | 1 | 2   | 5  | 3  | +2  | Geplaatst voor het hoofdtoernooi. |  | —   | 4–0 |
| 2   | Finland   | 2   | 1 | 0 | 1 | 2   | 3  | 5  | −2  |                                   |  | 3–1 | —   |

### Groep 2
De wedstrijden werden gespeeld tussen 25 september en 10 oktober 1984.
| Pos | Team       | Wed | W | G | V | Ptn | DV | DT | +/− | Kwalificatie                      |  | ISL | DEN |
| --- | ---------- | --- | - | - | - | --- | -- | -- | --- | --------------------------------- |  | --- | --- |
| 1   | IJsland    | 2   | 1 | 1 | 0 | 3   | 2  | 1  | +1  | Geplaatst voor het hoofdtoernooi. |  | —   | 1–0 |
| 2   | Denemarken | 2   | 0 | 1 | 1 | 1   | 1  | 2  | −1  |                                   |  | 1–1 | —   |

### Groep 3
Noorwegen was het enige land in deze groep en kwalificeerde zich zonder te spelen.

### Groep 4
De wedstrijden werden gespeeld tussen 26 maart en 3 april 1985.
| Pos | Team                           | Wed | W | G | V | Ptn | DV | DT | +/− | Kwalificatie                      |  | GDR | AUT |
| --- | ------------------------------ | --- | - | - | - | --- | -- | -- | --- | --------------------------------- |  | --- | --- |
| 1   | Duitse Democratische Republiek | 2   | 2 | 0 | 0 | 4   | 4  | 2  | +2  | Geplaatst voor het hoofdtoernooi. |  | —   | 2–1 |
| 2   | Oostenrijk                     | 2   | 0 | 0 | 2 | 0   | 2  | 4  | −2  |                                   |  | 1–2 | —   |

### Groep 5
De wedstrijden werden gespeeld tussen 10 oktober 1984 en 24 maart 1985.
| Pos | Team           | Wed | W | G | V | Ptn | DV | DT | +/− | Kwalificatie                      |  | FRG | SWE | POL |
| --- | -------------- | --- | - | - | - | --- | -- | -- | --- | --------------------------------- |  | --- | --- | --- |
| 1   | West-Duitsland | 4   | 3 | 1 | 0 | 7   | 16 | 1  | +15 | Geplaatst voor het hoofdtoernooi. |  | —   | 5–1 | 5–0 |
| 2   | Zweden         | 4   | 0 | 3 | 1 | 3   | 3  | 7  | −4  | Geplaatst voor het hoofdtoernooi. |  | 0–0 | —   | 2–2 |
| 3   | Polen          | 4   | 0 | 2 | 2 | 2   | 2  | 13 | −11 |                                   |  | 0–6 | 0–0 | —   |

### Groep 6
De wedstrijden werden gespeeld tussen 4 november 1984 en 30 maart 1985.
| Pos | Team              | Wed | W | G | V | Ptn | DV | DT | +/− | Kwalificatie                      |  | URS | TCH |
| --- | ----------------- | --- | - | - | - | --- | -- | -- | --- | --------------------------------- |  | --- | --- |
| 1   | Sovjet-Unie       | 2   | 2 | 0 | 0 | 4   | 3  | 0  | +3  | Geplaatst voor het hoofdtoernooi. |  | —   | 2–0 |
| 2   | Tsjecho-Slowakije | 2   | 0 | 0 | 2 | 0   | 0  | 3  | −3  |                                   |  | 0–1 | —   |

### Groep 7
De wedstrijden werden gespeeld tussen 20 maart en 3 april 1985.
| Pos | Team      | Wed | W | G | V | Ptn | DV | DT | +/− | Kwalificatie                      |  | ESP | LUX |
| --- | --------- | --- | - | - | - | --- | -- | -- | --- | --------------------------------- |  | --- | --- |
| 1   | Spanje    | 2   | 2 | 0 | 0 | 4   | 9  | 0  | +9  | Geplaatst voor het hoofdtoernooi. |  | —   | 7–0 |
| 2   | Luxemburg | 2   | 0 | 0 | 2 | 0   | 0  | 9  | −9  |                                   |  | 0–2 | —   |

### Groep 8
De wedstrijden werden gespeeld tussen 5 december 1984 en 27 maart 1985.
| Pos | Team        | Wed | W | G | V | Ptn | DV | DT | +/− | Kwalificatie                      |  | ITA | POR | SUI |
| --- | ----------- | --- | - | - | - | --- | -- | -- | --- | --------------------------------- |  | --- | --- | --- |
| 1   | Italië      | 4   | 3 | 0 | 1 | 6   | 11 | 1  | +10 | Geplaatst voor het hoofdtoernooi. |  | —   | 0–1 | 3–0 |
| 2   | Portugal    | 4   | 2 | 1 | 1 | 5   | 2  | 4  | −2  | Geplaatst voor het hoofdtoernooi. |  | 0–4 | —   | 1–0 |
| 3   | Zwitserland | 4   | 0 | 1 | 3 | 1   | 0  | 8  | −8  |                                   |  | 0–4 | 0–0 | —   |

### Groep 9
De wedstrijden werden gespeeld tussen 31 oktober 1984 en 20 maart 1985.
| Pos | Team      | Wed | W | G | V | Ptn | DV | DT | +/− | Kwalificatie                      |  | FRA | NED | BEL |
| --- | --------- | --- | - | - | - | --- | -- | -- | --- | --------------------------------- |  | --- | --- | --- |
| 1   | Frankrijk | 4   | 2 | 2 | 0 | 6   | 5  | 2  | +3  | Geplaatst voor het hoofdtoernooi. |  | —   | 2–1 | 2–0 |
| 2   | Nederland | 4   | 1 | 1 | 2 | 3   | 5  | 6  | −1  | Geplaatst voor het hoofdtoernooi. |  | 1–1 | —   | 2–0 |
| 3   | België    | 4   | 1 | 1 | 2 | 3   | 3  | 5  | −2  |                                   |  | 0–0 | 3–1 | —   |

### Groep 10
De wedstrijden werden gespeeld tussen 6 en 27 maart 1985.
| Pos | Team        | Wed | W | G | V | Ptn | DV | DT | +/− | Kwalificatie                      |  | GRE | CYP |
| --- | ----------- | --- | - | - | - | --- | -- | -- | --- | --------------------------------- |  | --- | --- |
| 1   | Griekenland | 2   | 1 | 1 | 0 | 3   | 3  | 2  | +1  | Geplaatst voor het hoofdtoernooi. |  | —   | 1–1 |
| 2   | Cyprus      | 2   | 0 | 1 | 1 | 1   | 2  | 3  | −1  |                                   |  | 1–2 | —   |

### Groep 11
Bulgarije was het enige land in deze groep en kwalificeerde zich zonder te spelen.

### Groep 12
De wedstrijden werden gespeeld tussen 22 november 1984 en 20 maart 1985.
| Pos | Team        | Wed | W | G | V | Ptn | DV | DT | +/− | Kwalificatie                      |  | YUG | ROU |
| --- | ----------- | --- | - | - | - | --- | -- | -- | --- | --------------------------------- |  | --- | --- |
| 1   | Joegoslavië | 2   | 1 | 0 | 1 | 2   | 2  | 2  | 0   | Geplaatst voor het hoofdtoernooi. |  | —   | 1–0 |
| 2   | Roemenië    | 2   | 1 | 0 | 1 | 2   | 2  | 2  | 0   |                                   |  | 2–1 | —   |

Jeugd-EK's: onder 21 · onder 19       Jeugd-WK's: onder 20 · onder 17